# Berchemia yunnanensis
Berchemia yunnanensis är en brakvedsväxtart som beskrevs av Adrien René Franchet. Berchemia yunnanensis ingår i släktet Berchemia och familjen brakvedsväxter. Inga underarter finns listade i Catalogue of Life.